# Kithara

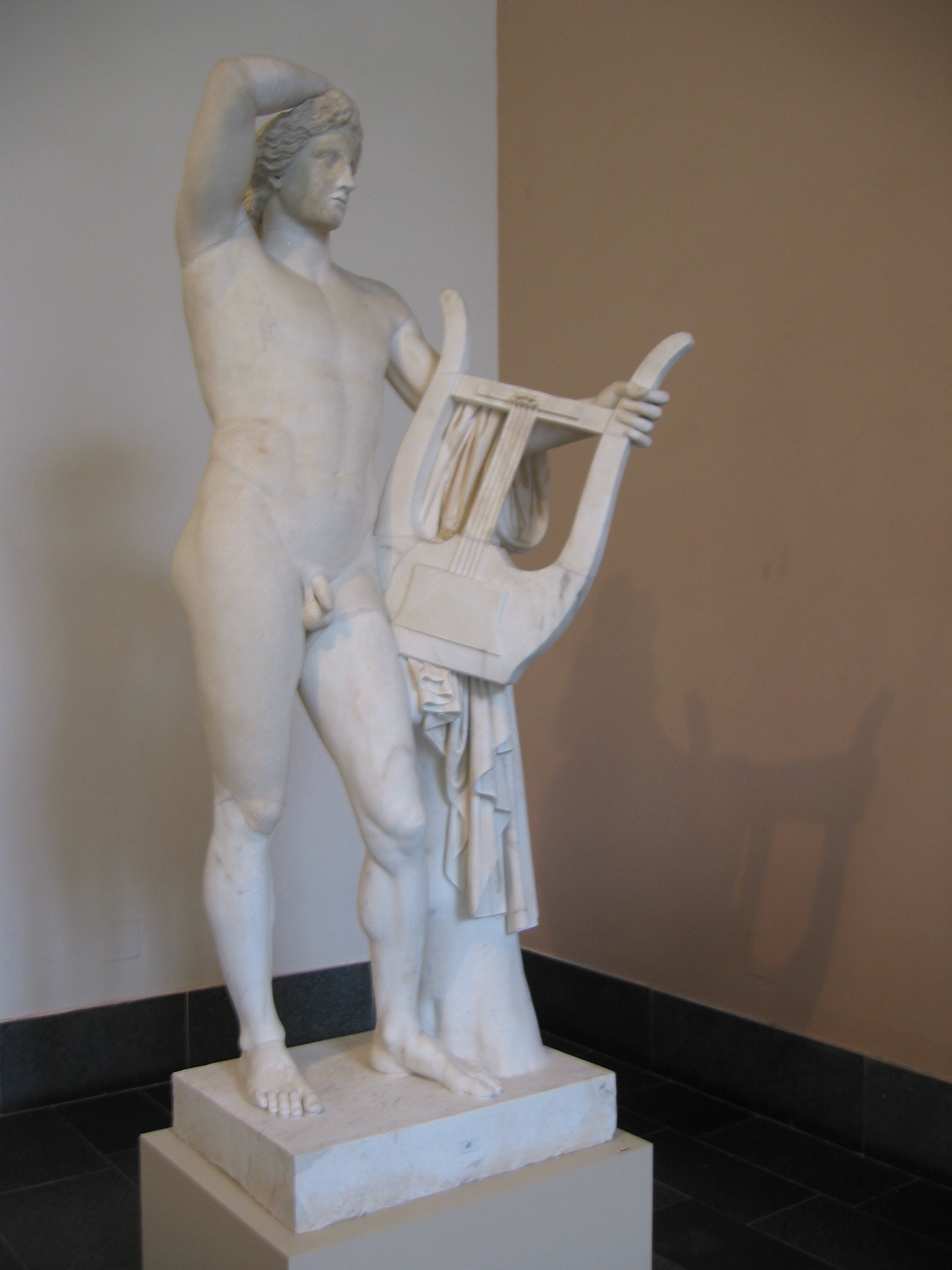
Apollo Kitharoidos, römische Statue aus dem 2. Jahrhundert, ergänzt von Bartolomeo Cavaceppi, heute in der Antikensammlung Berlin

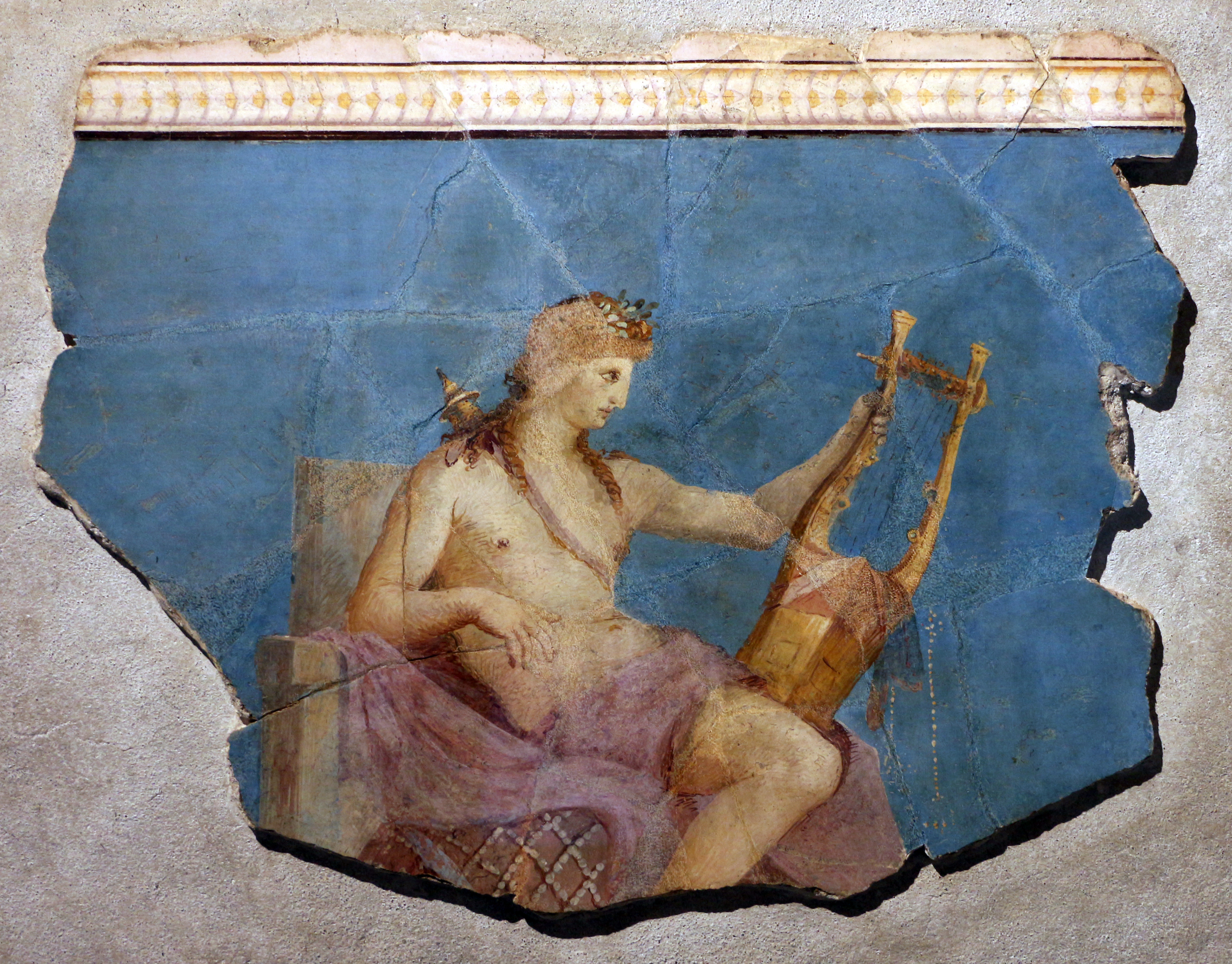
Apollon mit Kithara, Fresko, etwa 50 n. Chr., heute im Antiquarium auf dem Palatin in Rom

Die Kithara (altgriechisch κιθάρα) ist ein Saiteninstrument aus der griechischen Antike. Sie war eines der vornehmsten Instrumente, das vorzugsweise zu feierlichen Anlässen gespielt wurde, besonders beim Kult zu Ehren des Gottes Apollon, und sich durch seinen besonders vollen Klang auszeichnete. Trotz einer Ähnlichkeit der beiden Leiern waren Lyra und Kithara verschiedene Instrumente. Die Lyra war meistens kleiner und besaß keinen Fuß.
Vom griechischen Wort κιθάρα kithara leiten sich die deutschen Namen für die Gitarre und die Zither ab. Im Griechischen bezeichnet κιθάρα heute sowohl das antike Instrument als auch die Gitarre.

## Geschichte und Mythologie
Die Kithara entwickelte sich im 8./7. Jahrhundert v. Chr. aus der meistens viersaitigen Phorminx (φόρμιγξ). Der Ependichter Homer nannte das Spielen mit der Phorminx kitharis (griechisch κίθαρις) bzw. kitharizein. Beide Instrumente waren dem Gott Apollon gewidmet. Er spielt die Kithara im Musikwettstreit mit Pan.
In den frühen Übersetzungen des Alten Testaments wurde mit dem griechischen Kithara das hebräische Wort Kinnor für die alte biblische Leier wiedergegeben.
In der griechischen Mythologie wurde die Kithara von Hermes erfunden. Am Tag seiner Geburt stieg er aus seiner Wiege und traf außerhalb seiner Höhle auf eine Meeresschildkröte. Da er sich für den Panzer interessierte, tötete er die Schildkröte und riss das Fleisch heraus. Als er bemerkte, dass der Panzer hohl klang, suchte er ein Rind und tötete es. Die Gedärme des Rindes spannte er über den Panzer. Somit war die Kithara erfunden. Später schenkte Hermes diese Apollo, um ihn für die Tötung seiner Rinder versöhnlich zu stimmen.

## Bauform
Die Kithara war ursprünglich im Regelfall siebensaitig, konnte aber ab dem späten 5. Jahrhundert v. Chr. auch zwischen fünf und zwölf Saiten aufweisen. Kernstück war ein aus Holz gefertigter Schallkasten. Vorne war er flach, hinten gewölbt (nach Münzdarstellungen und Skulpturen), unten schloss er gerade ab. Seitlich ging der Klangkörper in zwei zueinander gebogene, ein Oval formende (hohle) Arme über, die in parallele Enden ausliefen. Das Instrument hatte somit in dieser klassischen Form eine gewisse Ähnlichkeit mit einem kopfstehenden, großen Omega (Ω). Ein Querstab (Joch) verband die parallelen Armenden und diente als Saitenspanner. Von dort verliefen die Saiten V-förmig über den Klangkörper und einen Führungssteg zum Saitenhalter am unteren Ende des Instrumentes.

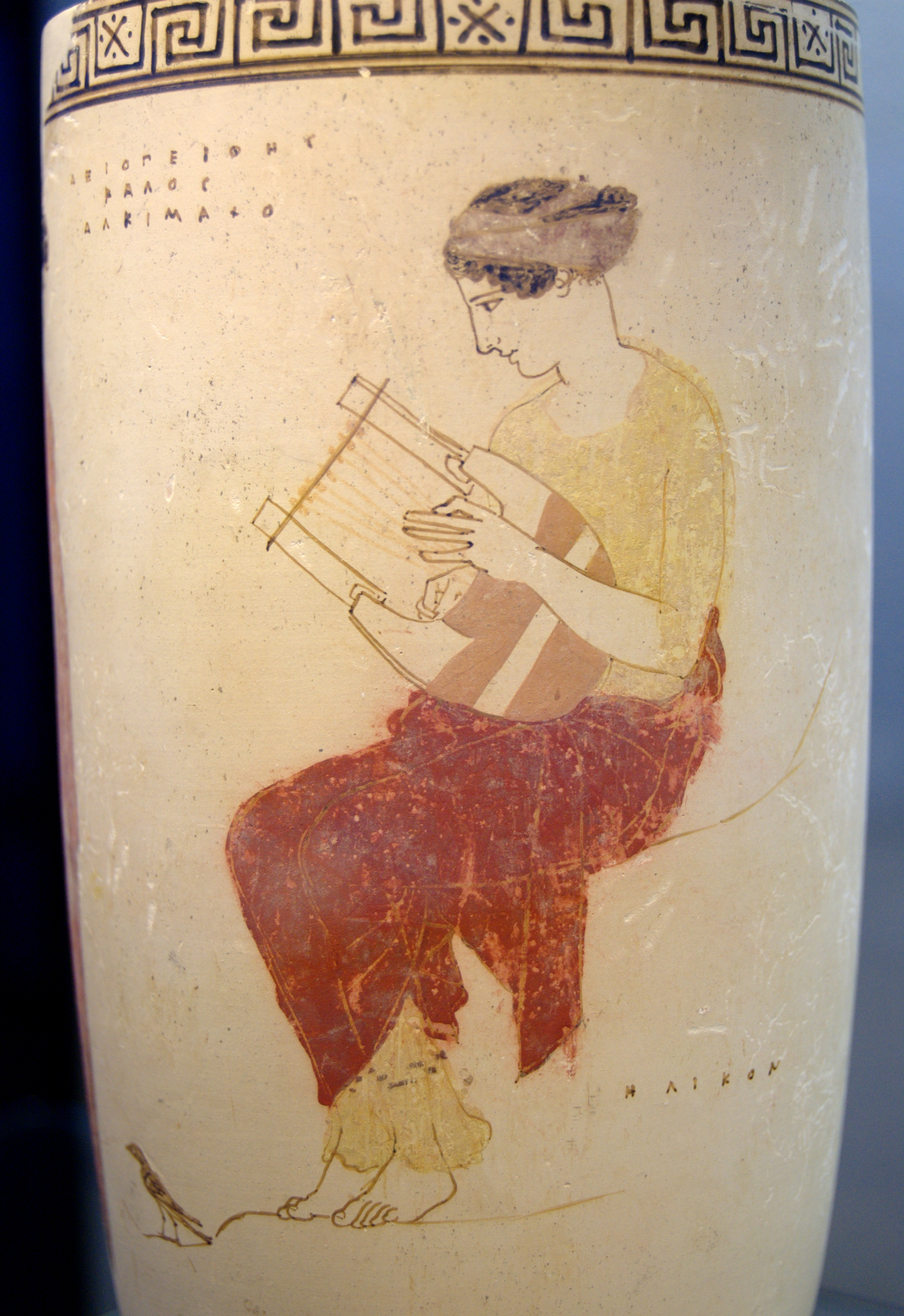
Muse mit Phorminx, attische Lekythos, 440–430 v. Chr., Staatliche Antikensammlungen in München

Die Kithara mit einem großen, an der Unterseite geraden Korpus wird in den bildlichen Darstellungen der griechischen Antike stets von männlichen Musikern gespielt. Daneben ist für das 5. Jahrhundert v. Chr. aber noch eine Bauform mit an der Unterseite rundem Korpus und gerade nach oben führenden Armen bezeugt. Diese wird in der modernen Forschung als Phorminx oder auch als Wiegenkithara bezeichnet, da sie in der antiken Kunst häufig im Zusammenhang mit weiblichen Personen gezeigt wird, etwa in Szenen aus dem Haushalt. Neben der klassischen Form der Kithara und der Phorminx sind außerdem noch diverse weitere alternative Bauweisen des Instruments bezeugt, etwa von der Ägäisinsel Mytilene oder aus Thrakien.

## Spielweise
Der kitharistes (κιθαριστής), der Kithara-Spieler, hielt meistens stehend das Instrument senkrecht vor sich, indem er es mit einem über das linke Handgelenk laufenden Band gegen die Brust fixierte. Die rechte Hand zupfte die Saiten mit einem Plektron (Schlagblättchen aus Metall, Elfenbein, Holz). Die Finger der linken Hand konnten vermutlich die Saiten dämpfen oder durch leichtes Berühren Obertöne verstärken. Bei manchen (späteren) Formen wurde das Instrument mit einem über die Schulter laufenden Tragegurt gehalten. Die Wiegenkithara wurde meist von Frauen (kitharistai) als Musen und Hetären gespielt.
Ein Kitharöde (kitharodos) begleitete seine selbst gedichteten Verse auf einer Kithara.